# CMOSイメージセンサ
CMOSイメージセンサ（シーモスイメージセンサ、英: CMOS image sensor）はCMOSを用いた固体撮像素子。CCDイメージセンサと同様に、フォトダイオード (PD) を使用するが、製造プロセスと信号の読み出し方法が異なる。

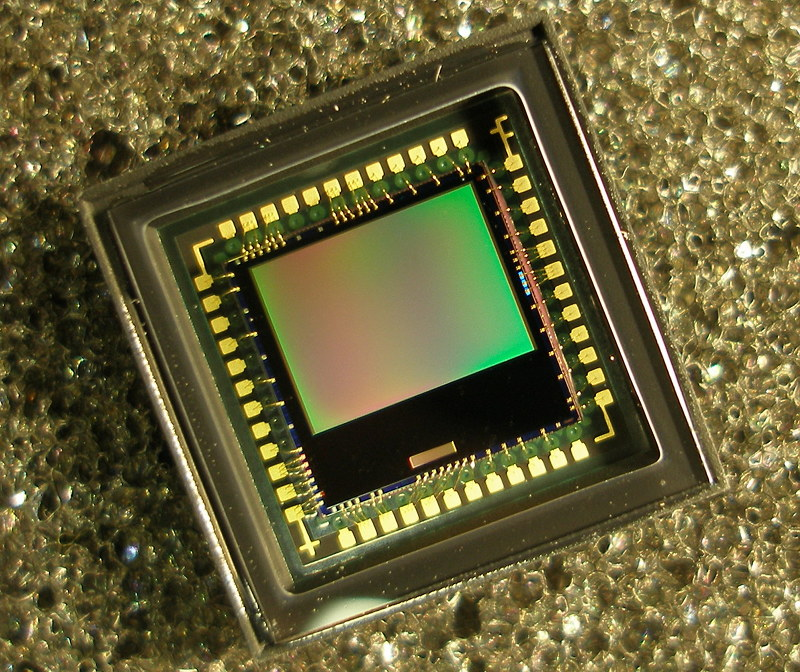
CMOSイメージセンサ

## 歴史
CMOSイメージセンサの原理が考案されたのは1960年代後半と古いが、実用化されたのは半導体微細加工技術が高度化した1990年代以降である。既存のCMOS半導体の製造プロセスを流用できるため、専用の製造ラインを必要とするCCDイメージセンサと比較して廉価ではあるものの長らく画質において画素間のばらつきがあるためCCDイメージセンサの後塵を拝していたが、2000年代後半に補正する技術が発展し、画質においても遜色ないどころか凌駕する製品が増えた。

## 特徴

CMOSイメージセンサのメカニズムの概略図。着色部分が各セルに対応する。通常このようにカラーフィルタを施されることでカラー化を実現している。

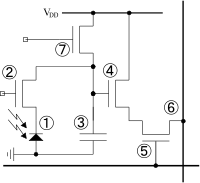
セル（ピクセルに対応）の等価回路

単位セルごとに増幅器を持つことで、光変換された電気信号の読み出しによる電気ノイズの発生が抑えられるという特徴を持つ。CMOSロジックLSI製造プロセスの応用で大量生産が可能なため、高電圧アナログ回路を持つCCDイメージセンサと比較して安価であり、素子が小さいことから消費電力も少なく、原理的にスミアやブルーミングが発生しないという長所がある。数百MHzでの高速読み出しも行なえる。
また、ロジック回路を同一製造プロセスで組み込めることから、画像処理回路をオンチップ化して画像認識デバイス、人工視覚デバイスへの応用が研究されており、一部は商用化されている（人工網膜チップとも呼ばれることがある）。
イメージセンサをピクセルごとに3層を積層し、光の波長による透過の違いを利用してRGBを分別するFoveon X3も存在する。

## 弱点
CCDに対してメリットのある反面、低照度状況では素子そのものが不安定になりやすく、撮影した画像にはノイズが多くなる傾向がある。また、画素毎に固定した増幅器が割り当てられるため、各増幅器の特性差により固定パターンのノイズを持つ性質があり、これを補正する回路が必要になる。近年ではPDの高出力化・低雑音化、PDから増幅器への電荷転送効率の向上、PDの受光面積を相対的に拡大するためのトランジスタの複数画素間での共用化、裏面照射型イメージセンサーの民生化など、さまざまな改良により、一般向けカムコーダ他、特定の分野においてはS/N比がCCDイメージセンサーを凌駕するほどに向上してきた。
電荷化を同時に行えないという構造上、高速に動くものを撮影したときに進行方向に向かって像が歪んだり、ストロボのようなごく短時間の発光があると画像の垂直方向に明暗ができてしまう問題（ローリングシャッター現象）がある。この問題には、読み出し速度を向上させることで改善されている。また、CMOSでグローバルシャッタ方式を実現し、歪みの発生しないセンサーやカメラも販売されている。

## 用途
CMOSイメージセンサはCCDイメージセンサに比べるとより汎用の半導体製造装置を流用できることから、基本的にCCDイメージセンサと比べたときに供給価格が安い。そのため安価なデジタルスチルカメラやデジタルビデオカメラの分野で盛んに使用され、高価格帯の機器では1980年代～1990年代前半に日立製作所のビデオカメラで採用されるなど極めて少数派であった。
一方、ビデオチャットなどで用いられるいわゆるWebカメラや、携帯電話のカメラはそのほとんどがCMOSを搭載しており、矢野経済研究所の調査によると携帯電話へのカメラ機能搭載が普及したこともあり、2004年にはCCDイメージセンサを出荷個数で抜いたとされる。
CCDに対して消費電力が少ないことから、近年ではデジタル一眼レフカメラに使われる事が多くなっている。キヤノンは他社での生産に頼ることになるCCDイメージセンサーに対し、自社で開発・製造が可能なCMOSイメージセンサーを2004年春以降デジタル一眼レフの全機種で採用している。また、ニコンやソニーのデジタル一眼レフでもそれぞれ自社製のCMOSを全面的に採用している。また、ソニーやキヤノンは民生用の小型HDビデオカメラなどにもCMOSイメージセンサを採用している。

## 新たな技術

### BSI(裏面照射)
2009年当時はシリコン基板上に作りこんだフォトダイオードはその上面に配線層が位置しているため光の有効利用が阻害されていた。これは、開口率の問題というよりも斜めから入射する光が配線層の壁で遮蔽されてフォトダイオードまで届かない、まるで深い井戸の底に位置するフォトダイオード受光面を光で照らすような構造になっているためである。この問題はコンパクトカメラのようなダイオードピッチの狭い小さな撮像素子で顕著になる。この構造を改め、シリコン基板の裏面を研磨して薄くし、裏面から受光する構造をもつBSI（裏面照射）技術を採用したCMOSイメージセンサ製品が登場した。ソニーと米オムニビジョン・テクノロジーズ社（製造は台湾のTSMC Co., Ltd.）で量産されている。ただし、S/Nは2倍程度まで改善するが劇的な向上ではないとしてBSI技術への移行を疑問視するメーカーもあった。

## 製造メーカー
- STMicroelectronics
- オムニビジョン[11]
- オン・セミコンダクター[11]
- サムスン電子（Samsung CMOSも参照のこと）
- キヤノン
- シャープ[11]
- ソニーセミコンダクタソリューションズ
- パナソニック - タワーパートナーズ セミコンダクター
- 富士フイルム
- 浜松ホトニクス[11]
- STマイクロエレクトロニクス[11]
- ZeeAnn
- Teledyne e2v Imaging

## 関連文献
- 町田真一、西村佳壽子、宍戸三四郎、三宅康夫、徳原健富、柳田真明、中田学、村上雅史 ほか「特集 イメージセンサ技術の最新動向 2. 技術トピック（1） ～有機CMOSイメージセンサの開発動向～」『映像情報メディア学会誌』第72巻第3号、映像情報メディア学会、2018年、198-203頁、doi:10.3169/itej.72.198。